# تترازین
چپ|بندانگشتی|119x119پیکسل| ساختار ۴٬۳٬۲٬۱-تترازین

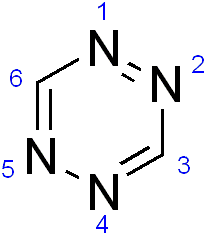
ساختار ۵٬۴٬۲٬۱-تترازین

تترازین‌ها(به انگلیسی: Tetrazine) ترکیباتی هستند که از یک حلقه بنزنی شش عضوی شامل چهار اتم نیتروژن و دو اتم کربن تشکیل شده و فرمول مولکولی آن‌ها C2H2N4 است. نام تترازین در روش نامگذاری آیوپاک مشتقات این ترکیب استفاده می‌شود. هسته حلقه تترازین دارای سه ایزومر است: ۴٬۳٬۲٬۱-تترازین‌ها، ۵٬۳٬۲٬۱-تترازین‌ها و ۵٬۴٬۲٬۱-تترازین‌ها، همچنین به ترتیب با نام‌های وی-تترازین‌ها، ای‌اس-تترازین‌ها و اس-تترازین‌ها نیز شناخته می‌شوند.